# فروشگاه ۱۰۰ینی

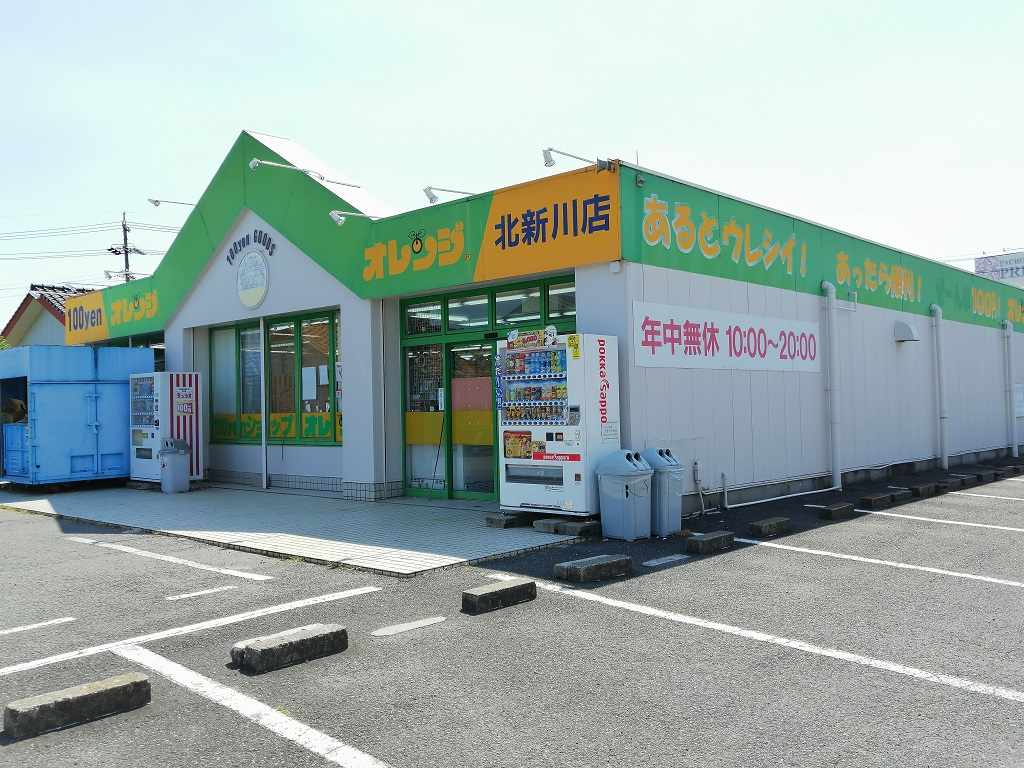
نمایی از یک فروشگاه ۱۰۰ینی در شهر «هکینان، آیچی»، ژاپن - ۲۰۲۰

فروشگاه ۱۰۰ینی یک الگوی رایج فروشگاهی در ژاپن است که می‌توان آن را مشابه فروشگاه‌های یک دلاری آمریکایی دانست. این فروشگاه‌ها از تنوع محصول بالایی برخوردارند و لباس، نوشت‌افزار، لوازم خانگی و موادغذایی را با قیمت دقیقاً ۱۰۰ ین به فروش می‌رسانند. این قیمت برای بیشتر مصرف‌کنندگان ژاپنی جذاب است، زیرا می‌توان این مبلغ را با یک سلکه ۱۰۰ ینی پرداخت. با این وجود، مالیات بر فروش در ژاپن که ۸ درصد است بر این مبلغ افزوده می‌شود و در نتیجه، محصول خریداری شده ۱۰۸ ین خواهد بود. برخی از این فروشگاه‌ها انواع محصولات گران‌قیمت‌تر نظیر تجهیزات مبلمان یا ابزارآلات را نیز به فروش می‌رسانند. با این وجود، قیمت آنها معمولاً زیر ۱۰۰۰ ین است.
چهار برند دایسو، سیریا، واتش و کن دو، اصلی‌ترین دارندگان فروشگاه‌های ۱۰۰ ینی هستند که در سال ۲۰۱۲، روی هم رفته ۵۵۰۰ فروشگاه را به خود اختصاص داده بودند. همچنین فروشگاه‌های ۹۹ ینی نیز مدتی است در این کشور فعالیت می‌کنند. برخی از فروشگاه‌های نظیر لاسون ۱۰۰ نیز در ژاپن حضور دارند که در زمینه فروش برخی محصولات دیگر نظیر موادغذایی یا محصولات طبیعی به فعالیت می‌پردازند. با این وجود، تعداد این فروشگاه‌ها کمتر است.
فروشگاه‌های ۱۰۰ینی می‌توانند با خریدهای انبوه از کشورهای دیگر، قیمت عرضه محصول به مشتری را پایین نگه دارند. بیشتر کالاهای موجود در این فروشگاه‌ها از چین و تایلند می‌آید.
داستان شکل‌گیری این فروشگاه‌ها به دوره ادو بازمی‌گردد و اولین فروشگاه‌های عرضه محصولات مختلف با قیمتی یکسان و پایین از همان زمان در ژاپن رواج یافتند. نخستین فروشگاه‌های این چنینی، محصولات را به قیمت ۱۹ مون و بعدها ۳۸ مون به فروش می‌رساندند. در دوره میجی، فروشگاه‌های لباس و موادغذایی نیز از این الگو پیروی کردند. همچنین فروشگاه‌هایی که اجناس را فقط به قیمت ۱ ین بفروشند نیز در آن زمان یافت می‌شد. اولین فروشگاه ۱۰۰ینی مشابه آنچه امروز در ژاپن داریم در سال ۱۹۸۵ توسط آکیرا ماستوبایاشی در شهر کاسوگای استان آیچی ژاپن راه‌اندازی شد.